# 巴尔卡瓦多
巴尔卡瓦多，是西班牙卡斯蒂利亚-莱昂萨莫拉省的一个市镇。 总面积10平方公里，总人口340人（2001年），人口密度34人/平方公里。

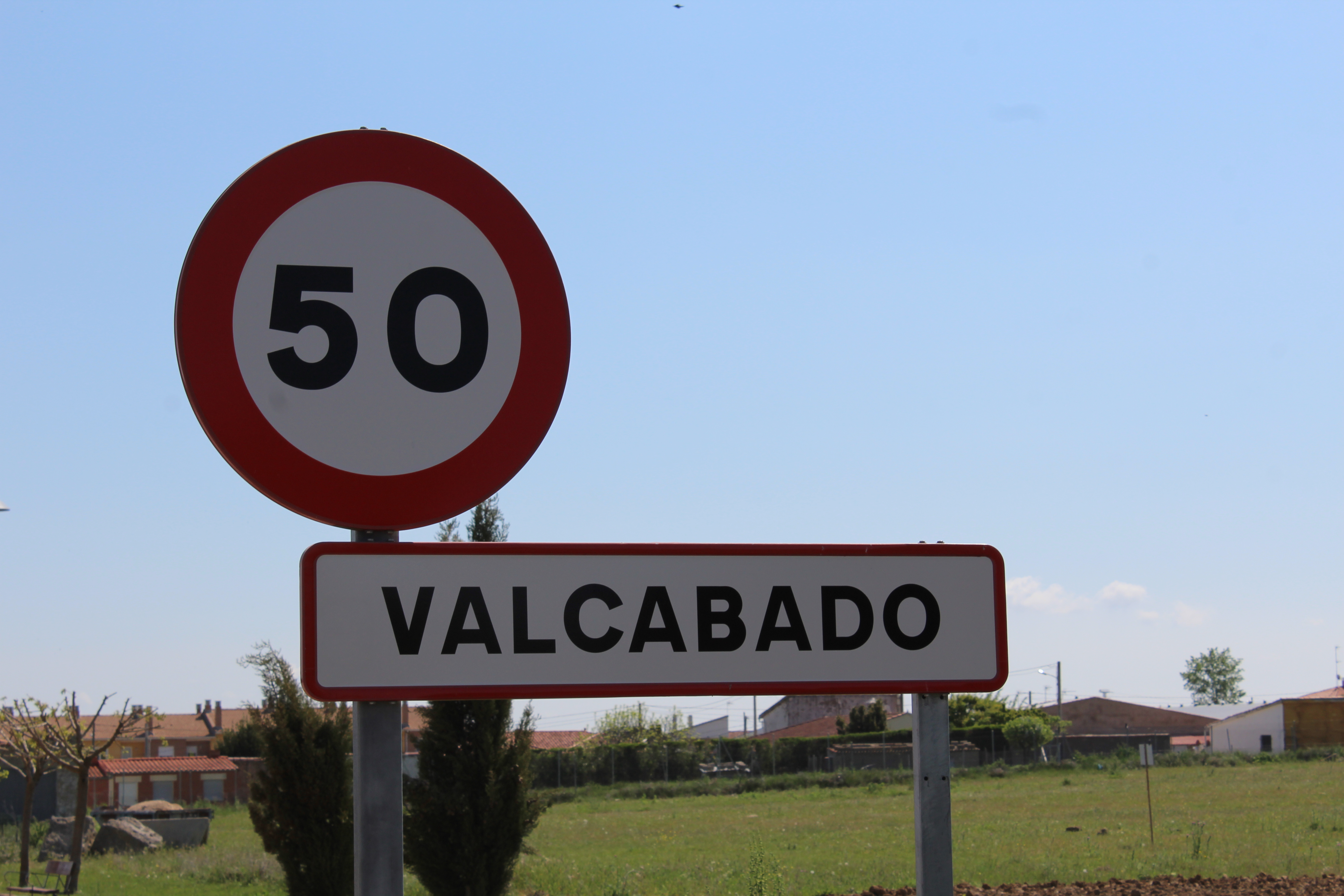
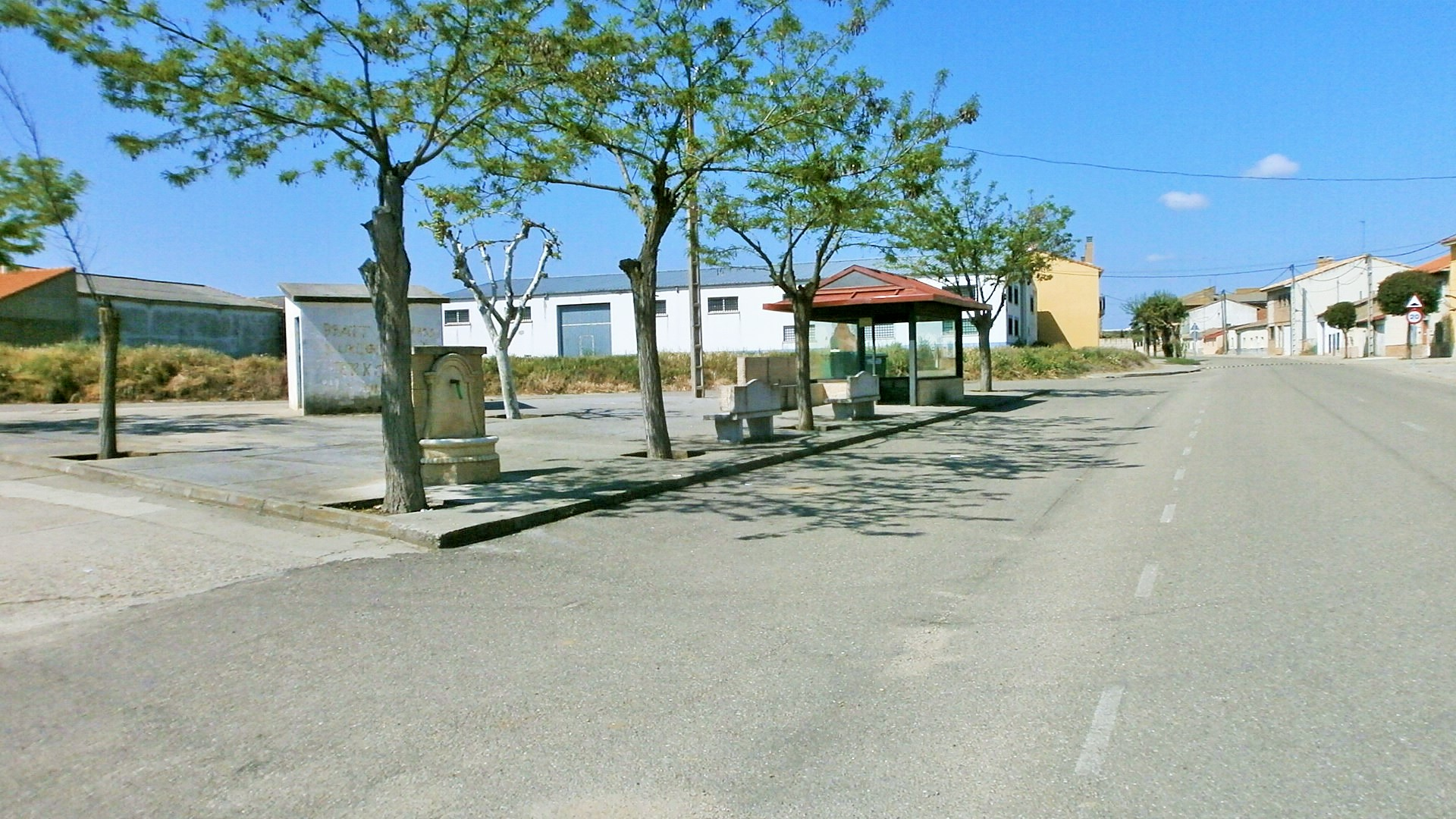
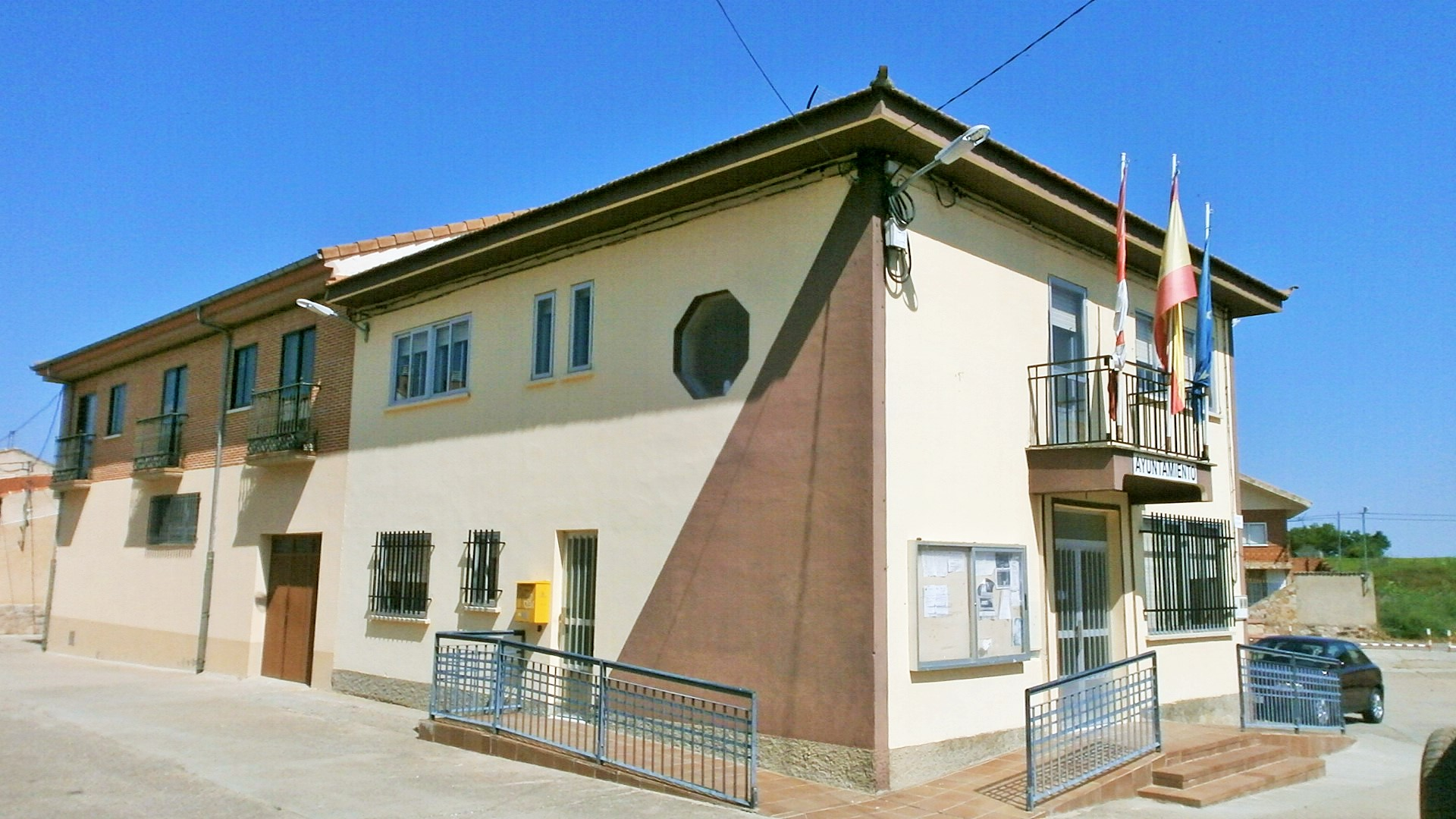
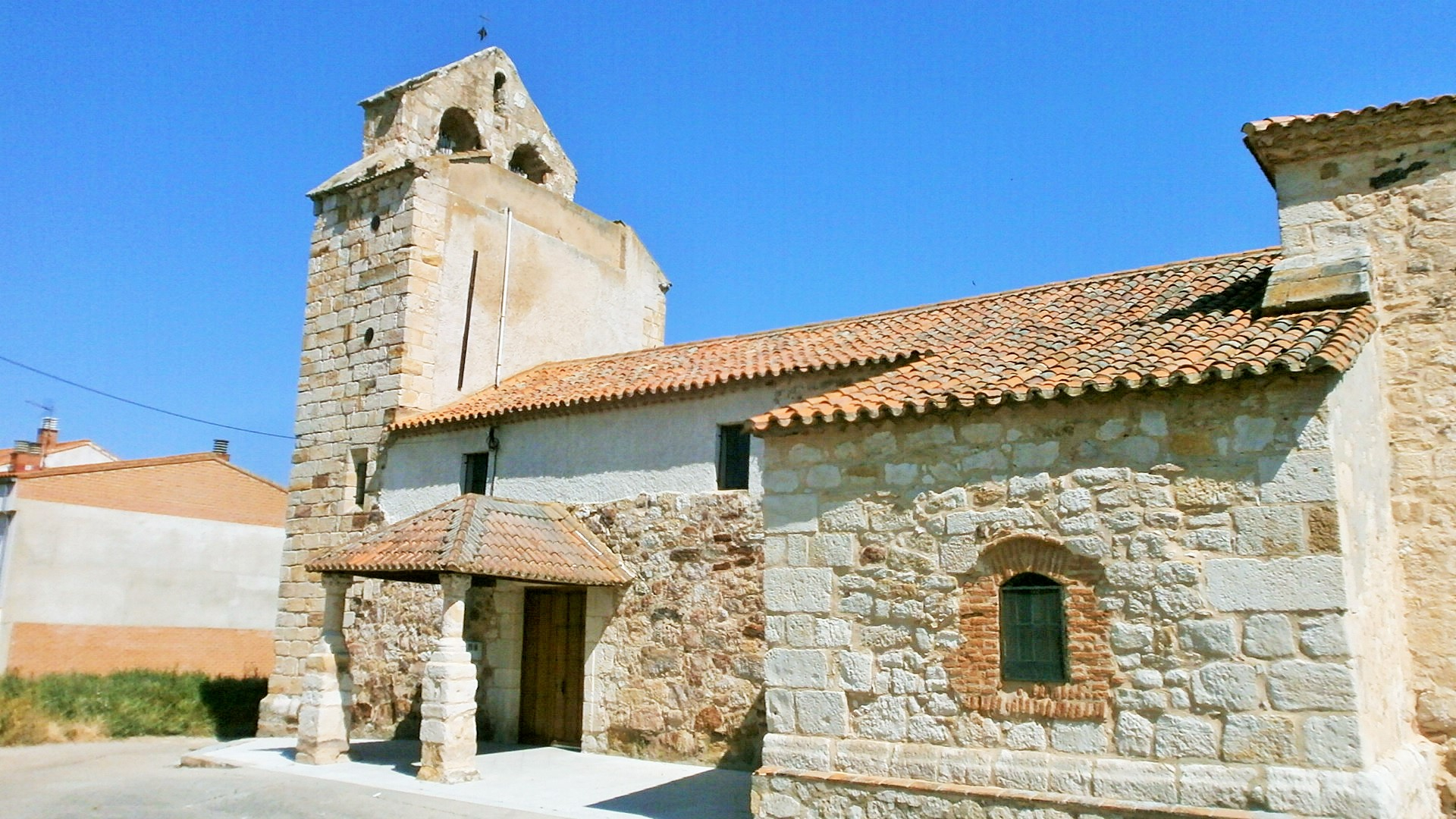
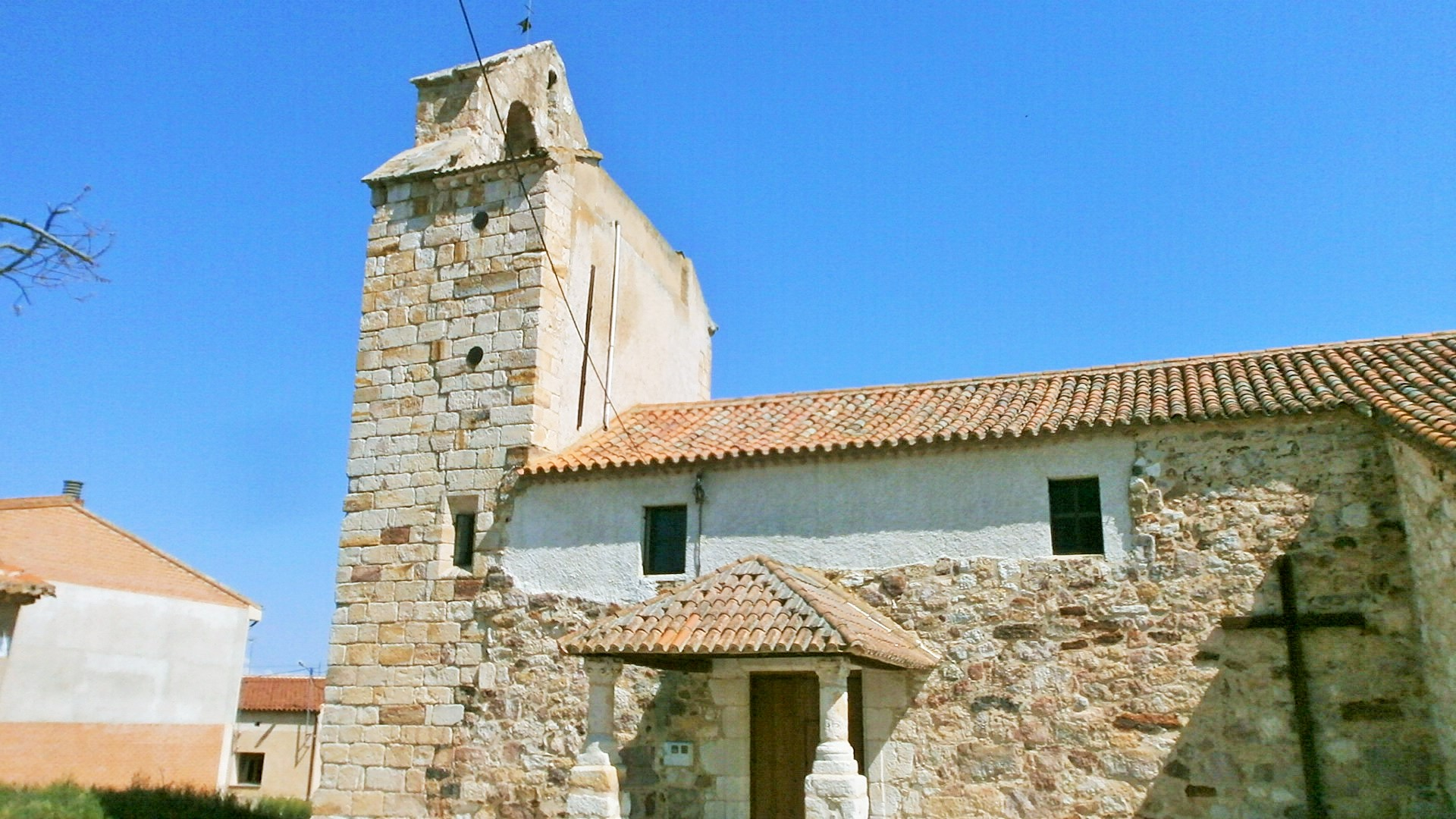